# Piano di unione di Galloway
Il Piano di unione di Galloway fu una proposta per unire politicamente la Gran Bretagna e le sue colonie nordamericane. Il piano fu presentato dal lealista Joseph Galloway durante il Primo congresso continentale nel 1774, ma venne respinto. Galloway era un delegato della provincia della Pennsylvania che desiderava mantenere le Tredici colonie all'interno dell'Impero britannico.

## Contenuto
Galloway propose la creazione di un parlamento coloniale americano che agisse di concerto con il Parlamento britannico. Il Gran Consiglio avrebbe dovuto approvare formalmente le decisioni di quest'ultimo, in particolare in materia di commercio e tassazione, ottenendo di fatto un potere di veto.
Il Parlamento Coloniale sarebbe stato composto da un Presidente Generale nominato dalla Corona e da delegati scelti dalle assemblee coloniali con mandati triennali. Il piano avrebbe consentito di mantenere unito l'Impero Britannico e di concedere alle colonie un certo grado di autonomia sui propri affari, inclusa la spinosa questione della tassazione.
Il Piano di Unione di Galloway fu respinto di misura con un voto di sei a cinque il 22 ottobre 1774. La successiva adozione delle risoluzioni di Suffolk al Congresso portò a una polarizzazione della discussione, con i radicali che presero rapidamente il sopravvento.